# Дональдизм
Дональдизм (англ. Donaldism) — це фандом, пов’язаний з коміксами та мультфільмами Діснея. Назва позначається Дональдом Даком і вперше була використана автором Йоном Гісле у його есе «Donaldismen» з 1971 року,  а в книзі «Donaldismen» - розширена у 1973 році.  
У деяких (особливо європейських) країнах дональдизм в основному зосереджений на коміксах, тоді як в інших країнах, наприклад, США, ними в основному нехтують, тоді як кінофільми та короткометражки відносно набагато популярніші. Спочатку цей термін, як визначив Гісл, означав «галузь досліджень, а також матеріал, що є об'єктом цього дослідження. В останньому значенні це слово позначає кожну комічну історію, написану Діснеєм. У першому значенні, дональдизм - це галузь досліджень коміксів, що спеціалізується на вивченні саме виробництва Діснея». Хоча це оригінальне значення слова було визначене в 1973 році, сьогодні дональдизм, як правило, охоплює загальний фендом у коміксах Діснея і навіть кінофільми такороткометражки.
Хоча цей термін стосується безпосередньо Всесвіту Дак, він включає інші всесвіти Діснея.

## Дональдист
Дональдист - прихильник дональдизму: шанувальник або дослідник коміксів Діснея.
Згідно з маніфестом норвезького дональдистського товариства «Дональдстін», «дональдистами є шанувальники Дональда Дака, які вивчають Дональд Дак і Ко [Норвезький комікс Діснея, редактор] з соціальних та політичних структур та точок зору. Більше того, вони намагаються якнайкраще зберегти дональдистський культурний матеріал для власних та чужих колекцій».
Частиною дональдистської культури є створення зворотних імен та назв; це використання випливає з коміксів Карла Баркса « Джуніор Вудчук», де лідери скаутів, як правило, мали довгі та помпезні титули, що приводило до жартівливих скорочень.
Термін «Дональдист» використовувався в уповноважених виданнях Діснея: серія альбомів « Видавнича справа Gemstone Publisher» Walt Disney Treasures рекламувалась із гаслом / запитанням: «Ти Дональдист?»

## Дональдистські дослідження
Одним з перших, важливих відкриттів було в 1960 р., коли американський фанат США Джон Спайсер написав перший фанатський лист до Карла Баркса, на який Баркс відповів. До цього часу вважалося, що Уолт Дісней малював і писав усі комікси сам, хоча шанувальники підозрювали інакше. Пізніше було виявлено, що сам Дісней брав участь лише у створенні декількох коміксів.
У 1973 році Джон Гісле опублікував аналіз Дональда Дака «Дональдісмен». En muntert-vitenskapelig studie over Donald Duck og hans verden. 
Дональдистські дослідження все ще проводяться, хоча, як правило, з меншою частотою, ніж у 1970-х та 80-х роках. Сьогодні результати досліджень, як правило, представлені у фанзинах або на вебсайтах в Інтернеті.

### Данія
Хоча книга Gisle була переведена на данську мову з назвою «Andeologien» ( «Дональд / Duck логія»), після данського імені Дональда «Андерс А», в даний час норвезький / міжнародний термін «donaldism» є найбільш часто використовуваних.
У Данії одним з основних джерел для дональдистських досліджень та інших статей про дональдизм є Carl Barks & Co., редактором та головною рушійною силою Фредді Мілтон. Перший випуск був опублікований в 1974 році, і фанзин продовжувався до 2000 року з різною частотою; іноді кілька випусків на рік, іноді минули роки без випуску. Фанзін представив багато дональдистичних досліджень, включаючи великий індекс данських коміксів про Дісней (який зараз підтримується проектом Inducks та оригінальними авторами). Незважаючи на свою назву, фанзин містив матеріали з різних областей коміксів Діснея, але все ще мав надмірну вагу матеріалів про Карла Баркса, зникнення яких призвело до припинення фанзину.
У 2001 році данське donaldistic суспільство (Dansk Donaldist-Forening в Данії) була утворена групою данських дональдистів і в наступному році перший випуск їх фензін DDF (R) appet був опублікований. DDF (R) appet  має періодичність публікацій приблизно два випуски на рік, і серед його статей є кілька наукових презентацій.
Іншими відомими (комічними) фанзінами, які не є дональдистськими, але час від часу несуть дональдистський матеріал, є: Nørd-nyt, Rackham, Seriejournalen та Strip! .

### Фінляндія
У фінській мові Дональдизм має назву ankismi (від фінського ankka, «качка»). Серед відомих дональдистів країни були письменник коміксів Тимо Ронкайнен, засновник фанзину Ankkalinnan pamaus, та Марку Ківекас, давній (1988 – 2007) редактор Aku Ankka.  

### Франція

#### Picsou-Soir
Picsou-Soir - це французький фан-журнал, створений у 2019 році, щоквартально виходить у друк і доступний у двох версіях (цифровій та друкованій).

### Німеччина
D.O.N.A.L.D. (Deutsche Organization nichtkommerzieller Anhänger des lauteren Donaldismus або Німецька організація некомерційних прихильників чистого доналізму) - дональдистське суспільство Німеччини. Заснований Гансом фон Шторхом, він представив багато внесків у дональдистські дослідження за допомогою свого фанзину Der Donaldist. Він також проводить кілька засідань та один конгрес щороку.
Дональдисти зросли в рейтингу і активно проникають на культурні сторінки кількох важливих газет Німеччини, таких як Frankfurter Allgemeine Zeitung, де вони тонко встановлюють цитати, легко впізнавані шанувальниками коміксів. Вирішальний вплив на німецьке вивчення дональдизму мають німецькі переклади коміксів Баркса Еріка Фукс.
Вони також мали великий вплив, коли в 2015 році в Шварценбаху на дер Заале, головному місці проживання Фукса, був відкритий Музей комічного та мовного мистецтва під назвою Erika-Fuchs-Haus 

### Норвегія

#### Дональдістен(Дональдист)
На батьківщині дональдизму, Норвегії, фанзин Donaldisten (Дональдист або The Donaldist) видається з 1973 року. Дональдистське товариство Gammeldonaldismens Venner ( Друзі раннього дональдизму ), засноване в 1975 р., видало програму Donaldisten у 1975–88 рр. Зосереджуючись на визначенні Джоном Гіслем дональдизму, видання містять багато результатів досліджень.
У 1995 р. видання Donaldistene було продовжене новим суспільством Donaldistene (The Donaldists), але лише після одного випуску пройшов дев'ятирічний проміжок часу до виходу іншого випуску в 2004 р. Нове суспільство менше фокусується на дослідженнях, відображаючи загальні зміни серед дональдистів. У середині 2007 року Donaldistene опублікував лише два випуски Donaldisten.

#### Інші фанзини
У березні 2007 року вийшов новий норвезький фанзин про дональдизм під назвою Kvakk! ( Quack! ), який приніс статті, інтерв’ю та огляди. За фанзином стоять ті самі люди, які також ведуть найпопулярніший вебсайт Норвегії з коміксів Діснея, Andeby Online ( Duckburg Online). Перший випуск вийшов влітку 2007 року, а після цього щороку виходитили чотири випуски.
- Карл Баркс і таємниця старого господаря (1976, один випуск)
- Дакміт (1979, один випуск)
- Дакбург (1981–82, чотири випуски)

#### Університетські дослідження
Торе Ісманто Хофстад писав про роль релігії в коміксах Дональда Дака у своїй дисертації на здобуття ступеня магістра на кафедрі філософії та релігієзнавства Норвезького університету науки і техніки. 

### Швеція
Швеція має давню традицію публікувати дональдистські дослідження та інші статті у своєму фанзині NAFS (K) URIREN з 1977 року. Фанзин видається один або два рази на рік шведським дональдистським товариством NAFS (K) ( Nationella Ankistförbundet i Sverige (квак)) або Шведським національним товариством дональдизму (шарлатани ), заснованим 21 вересня 1976 року. Місцева назва дональдизму - «ankism» (букв. «duckism»). Дональда Дака в Швеції звуть «Kalle Anka» (у вільному перекладі «Чарлі Дак»).

### США
- Колекціонер кори (1976-)
- Журнал коміксів (1976-) (загальна інформація про комікси)
- The Duckburg Times (1977-)
- Каталог Барків
- Барксбург (1982)
- Мисливець на качок (1995-1996)